# Yaovi Kheteti
Yaovi Kheteti, précédemment Risher Kheteti, de son vrai nom de naissance Yao Richard Todjro, originaire de Vogan, est un rappeur,, auteur-compositeur-interprète togolais,,.
En 2022, après 10 ans de carrière, il devient producteur de musique pour encourager les jeunes talents à travers sa structure musicale MS200K et obtient dans ce sens un succès international grâce à la chanson Hustler en featuring avec Juliano,,, devenu l'hymne de la jeunesse combattante togolaise.

## Début de carrière

### Le groupe Cyclone
Il fonde le groupe Cyclone avec Diez Gagnon et Menthal  en 1994, qui se produit au label discographique Mix Box d'où vient le succès par la chanson intitulé Mizon. ils font la compilation du projet entre deux mondes de Hop Row Records en 1996. 

### Le collectif Afein Clan
Après 10 ans, Yaovi, le leader du groupe crée le collectif Afein Clan avec les mêmes acteurs et intégrant d'autres artistes musicaux qui font le buzz dans les années 2000 avec le fameux titre biévéba. Le groupe perd Diez Gagnon à la suite d'un accident cardiovasculaire à Paris le 25 juillet 2022,,.

### Parcours solo
Après la dislocation des groupes Cyclone et Afein Clan, Yaovi fait route seul et sort des singles à succès comme Éponyme et c'est moi le père, No money no power et Kpalogo.

## Engagement social
Mise à part ses textes, il soutient la marque Matchatci de l'ONG Chan Mou de Midodji Amoussou alias Papson Moutité et lance souvent un appel à la promotion de la culture africaine et le respect des droits des artistes.

## Discographie
- 2009 : Parmi les meilleurs[22].

## Titres sur l'album
1. INTRO 1:32
2. Eponyme 4:38
3. L’homme propose 5 58
4. Parmi les meilleurs 04:11
5. Incompris feat BRICCE 4:50
6. Bieveba Afein Clan 4:54
7. Olivia 5:51
8. Je reconnais feat Divine X Menthal 4:17
9. Espoir feat PONDY CISSE 4:54
10. Gbagbagogofe 4:43
11. De Nouveau sur Terre 4:12
12. N’donbolo jamime 3:38
13. Le TOGO se repent 4:44
14. satan Saligo 4:14
15. Eponyme Acoustique 4:44
16. N’dombolo jamime Instru 3:41
17. Outro 1:08
18. Afein (Afein clan Bonus track) 5:24

13 novembre 2022 : Transcendance (featuring Bibi Reine & Laraf).

### Singles
- 3 juillet 2020 : Hustler (featuring Juliano)[32]
- 12 août 2022 : Gbokaya[10]
- 26 juin 2020 : Gbédé (featuring Santrinos Raphael)[10],[33]
- 10 juillet 2020 : Koba[34]
- 26 juin 2020 : Kpalogo[4]
- 22 mai 2021 : Voganricain[10]
- 26 juin 2022 : Imelda (featuring Athiass Lamouziki)[35]
- 26 octobre 2022 : Amstrong[10]
- 23 octobre 2021 : Legend[10]
- 4 septembre 2020 : C'moi le père[29]
- 17 juillet 2020 : Best rapper bé togbui[10]
- 1er décembre 2021 : Arrivé (featuring Barakina)[36]
- 27 janvier 2018 : No money no power[4]
- 28 octobre 2017 : MMS[10]
- 23 octobre 2017 : Rappeur un jour rappeur toujours[37]
- 30 septembre 2017 : Psaume[10]
- 29 septembre 2017 : Choice (cover)[10]
- 29 septembre 2017 : Ele boto[38]
- 29 septembre 2017 : Togo bé Tupac[34].

## Concerts et scènes
- 2009 : Concert dédicace de la présentation de l'album intitulé Parmi les meilleurs de son collectif Afein Clan[39]
- 12 septembre 2022 : Moov Summer Time organisé par Moov Togo [40].
- 13 novembre 2022 : Invité au concert dédicace de la présentation de l’album intitulé Trans en Dance de Laraf[41].
- 28 octobre 2020 : Cérémonie de sortie officielle de la boisson Racines de nos terres organisé par la Brasserie BB  Lomé[42].
- 18 janvier 2020 : Invité au concert de King Mensah au Palais des congrès de Lomé[43]

## Distinctions

### Récompenses
- 2020 : Meilleur tube à la 6e édition des Heroes 228 par la chanson ''C'est moi le père[44],[45],[46].
- 2020 : Tube de l'année et meilleur featuring à la 17e édition aux All Music Awards par la chanson Hustler avec Juliano[47].
- 2015 : Prix de la meilleure musique d'inspiration traditionnelle à la 13e édition aux All Music Awards [34],[4].